# March 761
March 761 – samochód Formuły 1, zaprojektowany w 1976 roku przez Robina Herda i skonstruowany przez March Engineering.
Model 761 był prostą konstrukcją, nawiązującą do modeli 741 i 751. Samochód był niedrogi w zakupie, naprawie i utrzymaniu. Model był napędzany przez silnik Ford Cosworth DFV o mocy 465 KM, która była przekazywana za pośrednictwem pięciobiegowej skrzyni biegów Hewland FGA400. Monocoque zastosowane w modelu było wykonane z aluminium, a nadwozie w porównaniu do poprzedników było mocniejsze.
Samochód ścigał się w sezonach 1976–1977 w wersji podstawowej oraz "B", odnosząc jedno zwycięstwo.
Zbudowano sześć egzemplarzy modelu. Na podstawie modelu opierali się następcy: sześciokołowy 2-4-0 (który nigdy nie wystartował w wyścigu) oraz 771.

## Wyniki w Formule 1
| Legenda oznaczeń w tabelach wyników Wyświetl szablon na nowej stronie | Legenda oznaczeń w tabelach wyników Wyświetl szablon na nowej stronie                                                                     |
| Oznaczenie                                                            | Wyjaśnienie |
| --------------------------------------------------------------------- | --- |
| Złoty                                                                 | Zwycięzca lub mistrzostwo |
| Srebrny                                                               | 2. miejsce lub wicemistrzostwo |
| Brązowy                                                               | 3. miejsce lub II wicemistrzostwo |
| Zielony                                                               | Ukończył, punktował (w klasyfikacji generalnej, gdy zdobył co najmniej jeden punkt na przestrzeni sezonu, poza trzema powyższymi opcjami) |
| Niebieski                                                             | Ukończył, nie punktował (w klasyfikacji generalnej, gdy nie zdobył co najmniej jednego punktu na przestrzeni sezonu)                      |
| Czerwony                                                              | Nie zakwalifikował się (NZ) |
| Czerwony                                                              | Nie prekwalifikował się (NPK) |
| Różowy                                                                | Nie ukończył (NU) |
| Różowy                                                                | Niesklasyfikowany (NS) (w klasyfikacji generalnej, gdy nie został sklasyfikowany w żadnym wyścigu sezonu)                                 |
| Czarny                                                                | Zdyskwalifikowany (DK) |
| Czarny                                                                | Wykluczony (WYK/EX) |
| Biały                                                                 | Nie wystartował (NW) |
| Biały                                                                 | Kontuzjowany (K/INJ) |
| Biały                                                                 | Wyścig odwołany (OD/C) |
| Bez koloru                                                            | Został wycofany (WYC/WD) |
| Bez koloru                                                            | Nie przybył (NP/DNA) |
| Bez koloru                                                            | Nie brał udziału w treningach (NT/DNP) |
| Bez koloru                                                            | Nie został zgłoszony (–) |
| Pogrubienie                                                           | Start z pole position |
| Kursywa                                                               | Najszybsze okrążenie wyścigu |
| †                                                                     | Nie ukończył, ale jego rezultat został zaliczony ze względu na przejechanie więcej niż 90% dystansu wyścigu.                              |
| *                                                                     | Sezon w trakcie |
| 1/2/3                                                                 | Punktowana pozycja w sprincie kwalifikacyjnym                                                                                             |
| Lista systemów punktacji Formuły 1                                    | |

| Sezon | Zespół                          | Silnik | Kierowcy            | Wyniki w poszczególnych eliminacjach | Wyniki w poszczególnych eliminacjach | Wyniki w poszczególnych eliminacjach | Wyniki w poszczególnych eliminacjach | Wyniki w poszczególnych eliminacjach | Wyniki w poszczególnych eliminacjach | Wyniki w poszczególnych eliminacjach | Wyniki w poszczególnych eliminacjach | Wyniki w poszczególnych eliminacjach | Wyniki w poszczególnych eliminacjach | Wyniki w poszczególnych eliminacjach | Wyniki w poszczególnych eliminacjach | Wyniki w poszczególnych eliminacjach | Wyniki w poszczególnych eliminacjach | Wyniki w poszczególnych eliminacjach | Wyniki w poszczególnych eliminacjach | Wyniki w poszczególnych eliminacjach | Wyniki kierowców | Wyniki kierowców | Wyniki konstruktora | Wyniki konstruktora |
| Sezon | Zespół                          | Silnik | Kierowcy            | BRA                                  | ZAF                                  | USW                                  | ESP                                  | BEL                                  | MCO                                  | SWE                                  | FRA                                  | GBR                                  | DEU                                  | AUT                                  | NLD                                  | ITA                                  | USA                                  | CAN                                  | JPN                                  |                                      | Punkty           | Pozycja          | Punkty              | Pozycja             |
| ----- | ------------------------------- | ------ | ------------------- | ------------------------------------ | ------------------------------------ | ------------------------------------ | ------------------------------------ | ------------------------------------ | ------------------------------------ | ------------------------------------ | ------------------------------------ | ------------------------------------ | ------------------------------------ | ------------------------------------ | ------------------------------------ | ------------------------------------ | ------------------------------------ | ------------------------------------ | ------------------------------------ | ------------------------------------ | ---------------- | ---------------- | ------------------- | ------------------- |
| 1976  | Beta Team March                 | Ford   | Vittorio Brambilla  | NU                                   | 8                                    | NU                                   | NU                                   | NU                                   | NU                                   | 10                                   | NU                                   | NU                                   | NU                                   | NU                                   | 6                                    | 7                                    | 14                                   | NU                                   | NU                                   |                                      | 1                | 19               | 19                  | 7                   |
| 1976  | Lavazza March                   | Ford   | Lella Lombardi      | 14                                   | -                                    | -                                    | -                                    | -                                    | -                                    | -                                    | -                                    | -                                    | -                                    | -                                    | -                                    | -                                    | -                                    | -                                    | -                                    |                                      | 0                | 35               | 19                  | 7                   |
| 1976  | March Racing                    | Ford   | Hans-Joachim Stuck  | 4                                    | 12                                   | -                                    | NU                                   | NU                                   | 4                                    | NU                                   | 7                                    | NU                                   | NU                                   | NU                                   | NU                                   | NU                                   | NU                                   | 5                                    | NU                                   |                                      | 8                | 13               | 19                  | 7                   |
| 1976  | Theodore Racing                 | Ford   | Hans-Joachim Stuck  | -                                    | -                                    | NU                                   | -                                    | -                                    | -                                    | -                                    | -                                    | -                                    | -                                    | -                                    | -                                    | -                                    | -                                    | -                                    | -                                    |                                      | 8                | 13               | 19                  | 7                   |
| 1976  | Theodore Racing                 | Ford   | Ronnie Peterson     | -                                    | -                                    | 10                                   | -                                    | -                                    | -                                    | -                                    | -                                    | -                                    | -                                    | -                                    | -                                    | -                                    | -                                    | -                                    | -                                    |                                      | 10               | 11               | 19                  | 7                   |
| 1976  | March Engineering               | Ford   | Ronnie Peterson     | -                                    | NU                                   | -                                    | NU                                   | NU                                   | NU                                   | 7                                    | 19                                   | NU                                   | NU                                   | 6                                    | NU                                   | 1                                    | 9                                    | NU                                   | NU                                   |                                      | 10               | 11               | 19                  | 7                   |
| 1976  | Ovoro Team March                | Ford   | Arturo Merzario     | -                                    | -                                    | NZ                                   | NU                                   | NU                                   | NZ                                   | 14                                   | 9                                    | NU                                   | -                                    | -                                    | -                                    | -                                    | -                                    | -                                    | -                                    |                                      | 0                | 26               | 19                  | 7                   |
| 1976  | Sports Cars of Austria          | Ford   | Karl Oppitzhauser   | -                                    | -                                    | -                                    | -                                    | -                                    | -                                    | -                                    | -                                    | -                                    | -                                    | NW                                   | -                                    | -                                    | -                                    | -                                    | -                                    |                                      | 0                | NS               | 19                  | 7                   |
|       |                                 |        |                     | ARG                                  | BRA                                  | ZAF                                  | USW                                  | ESP                                  | MCO                                  | BEL                                  | SWE                                  | FRA                                  | GBR                                  | DEU                                  | AUT                                  | NLD                                  | ITA                                  | USA                                  | CAN                                  | JPN                                  | Punkty           | Pozycja          | Punkty              | Pozycja             |
| 1977  | Hollywood March Racing          | Ford   | Alex Ribeiro        | NU                                   | NU                                   | NU                                   | NU                                   | NZ                                   | NZ                                   | NZ                                   | NZ                                   | NZ                                   | NZ                                   | 8                                    | NZ                                   | 11                                   | NZ                                   | 15                                   | 8                                    | 12                                   | 0                | 27               | 0                   | 13                  |
| 1977  | Team Rothmans International     | Ford   | Ian Scheckter       | NU                                   | NU                                   | -                                    | -                                    | 11                                   | NZ                                   | NU                                   | NU                                   | NS                                   | NU                                   | NU                                   | NU                                   | -                                    | -                                    | -                                    | -                                    | -                                    | 0                | 33               | 0                   | 13                  |
| 1977  | Team Rothmans International     | Ford   | Hans-Joachim Stuck  | -                                    | -                                    | NU                                   | -                                    | -                                    | -                                    | -                                    | -                                    | -                                    | -                                    | -                                    | -                                    | -                                    | -                                    | -                                    | -                                    | -                                    | 0 (12)           | 11               | 0                   | 13                  |
| 1977  | Team Rothmans International     | Ford   | Brian Henton        | -                                    | -                                    | -                                    | -                                    | NZ                                   | -                                    | -                                    | -                                    | -                                    | NZ                                   | -                                    | NZ                                   | -                                    | -                                    | -                                    | -                                    | -                                    | 0                | 34               | 0                   | 13                  |
| 1977  | British Formula One Racing      | Ford   | Brian Henton        | -                                    | -                                    | -                                    | 10                                   | -                                    | -                                    | -                                    | -                                    | -                                    | -                                    | -                                    | -                                    | -                                    | -                                    | -                                    | -                                    | -                                    | 0                | 34               | 0                   | 13                  |
| 1977  | British Formula One Racing      | Ford   | Bernard de Dryver   | -                                    | -                                    | -                                    | -                                    | -                                    | -                                    | NZ                                   | -                                    | -                                    | -                                    | -                                    | -                                    | -                                    | -                                    | -                                    | -                                    | -                                    | 0                | NS               | 0                   | 13                  |
| 1977  | Chesterfield Racing             | Ford   | Brett Lunger        | -                                    | -                                    | 14                                   | NU                                   | 10                                   | -                                    | -                                    | -                                    | -                                    | -                                    | -                                    | -                                    | -                                    | -                                    | -                                    | -                                    | -                                    | 0                | 29               | 0                   | 13                  |
| 1977  | RAM Racing/F&S Properties       | Ford   | Boy Hayje           | -                                    | -                                    | NU                                   | -                                    | NZ                                   | NZ                                   | NS                                   | NZ                                   | -                                    | -                                    | -                                    | -                                    | NZ                                   | -                                    | -                                    | -                                    | -                                    | 0                | NS               | 0                   | 13                  |
| 1977  | RAM Racing/F&S Properties       | Ford   | Mikko Kozarowitzky  | -                                    | -                                    | -                                    | -                                    | -                                    | -                                    | -                                    | NZ                                   | -                                    | NPK                                  | -                                    | -                                    | -                                    | -                                    | -                                    | -                                    | -                                    | 0                | NS               | 0                   | 13                  |
| 1977  | RAM Racing/F&S Properties       | Ford   | Michael Bleekemolen | -                                    | -                                    | -                                    | -                                    | -                                    | -                                    | -                                    | -                                    | -                                    | -                                    | -                                    | -                                    | NZ                                   | -                                    | -                                    | -                                    | -                                    | 0                | NS               | 0                   | 13                  |
| 1977  | Williams Grand Prix Engineering | Ford   | Patrick Nève        | -                                    | -                                    | -                                    | -                                    | 12                                   | -                                    | 10                                   | 15                                   | NZ                                   | 10                                   | NZ                                   | 9                                    | NZ                                   | 7                                    | 18                                   | NU                                   | -                                    | 0                | 23               | 0                   | 13                  |
| 1977  | Team Merzario                   | Ford   | Arturo Merzario     | -                                    | -                                    | -                                    | -                                    | NU                                   | NZ                                   | 14                                   | -                                    | NU                                   | NU                                   | NZ                                   | NZ                                   | -                                    | -                                    | -                                    | -                                    | -                                    | 0                | 41               | 0                   | 13                  |
| 1977  | RAM Racing                      | Ford   | Andy Sutcliffe      | -                                    | -                                    | -                                    | -                                    | -                                    | -                                    | -                                    | -                                    | -                                    | NPK                                  | -                                    | -                                    | -                                    | -                                    | -                                    | -                                    | -                                    | 0                | NS               | 0                   | 13                  |